# (39) Летиция
(39) Летиция (лат. Laetitia) — астероид главного пояса, принадлежащий к светлому спектральному классу S. Он был открыт 8 февраля 1856 года французским астрономом Жаном Шакорнаком в Парижской обсерватории и назван в честь древнеримской богини радости и веселья Летиции.

Орбита астероида Летиция и его положение в Солнечной системе
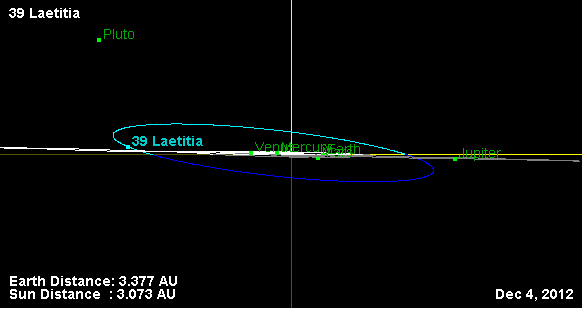

Покрытие звезды этим астероидом наблюдалось 21 марта 1998 года и позволило установить, что астероид Летиция имеет форму эллипсоида с размерами 219×142 км.